# Hikaru Utada
Hikaru Utada (em japonês: 宇多田ヒカル; romaniz.: Utada Hikaru; nascida em Nova Iorque, Nova Iorque, Estados Unidos, em 19 de janeiro de 1983) é uma cantora, musicista, compositora, letrista, produtora musical, atriz e apresentadora nipo-americana.
Seu álbum oficial de estreia em 1999, First Love, tornou-se imediatamente o álbum com maior número de vendas da história do Japão, sendo certificado com 32× Platina pela RIAJ. Tem reconhecimento no Japão e internacionalmente por toda a Ásia por suas canções "Automatic" e "First Love". Teve uma alcunha pela TIME em 2001 como "Diva No Campus", enquanto afetiva na Universidade de Columbia para um semestre breve, de quebra de carreira em 2001. O lançamento de seus trabalhos subsequentes cimentou seu status como um dos artistas mais bem sucedidos de todos os tempos no Japão, com três de seus álbuns japoneses de estúdio classificados nos dez álbuns com maior número de vendas da história da indústria fonográfica japonesa (#1, #4, #8) e um total de seis de seus álbuns, um em idioma inglês e uma coletânea, até agora em sua carreira classificados dentro da lista dos 275 álbuns japoneses com maior número de vendas. Em 2021, Utada tornou pública sua identidade de gênero não binária, tornando-se uma das primeiras figuras públicas no Japão a se identificar dessa forma.
Hikaru obteve doze hits em primeiro lugar até o momento nas parada de sucessos Oricon Singles, com dois feitos recorde notáveis para artista solo ou artista de grupo: cinco deles sendo vendendo milhões e quatro no Top 100 dos Singles Mais Bem Vendidos de Todos so Tempos.. Em 2003, Hikaru ficou em no 24º lugar no levantamento de "Top 100 Artistas Japoneses de Todos os Tempos" da HMV e 10º lugar no "Top 30 Melhores Cantores Japoneses de Todos os Tempos" da HMV em 2006.
Contribuiu com três canções tema para a série de videogames Kingdom Hearts da Square-Enix: "Simple and Clean", "Sanctuary" e "Don't Think Twice", que são versões, para a língua inglesa, das canções: "Hikari", "Passion" e "Chikai", respectivamente. Em 2007, seu single "Flavor of Life" alcançou o segundo lugar na classificação de download digital de single mundialmente, com quase 7.2 milhões de downloads, assim, contribuindo para seu número de 12 milhões de vendas digitais no mesmo ano. Hikaru lançou seu álbum, intitulado "This Is the One", em 14 de março de 2009 no Japão e em 24 de março nos Estados Unidos em formato digital. Após sete anos, Hikaru lançou o álbum "Fantôme", no qual as músicas se relacionam com o trágico suicídio de sua mãe em 2013, sobre o seu segundo casamento em 2016 e também o nascimento do seu primeiro filho, que contém singles anteriores, que seriam: "Sakura Nagashi" (música tema do filme "Rebuild of Evangelion 3.0: You Can (Not) Redo"); Hataba Wo Kimi Ni (a canção fala sobre o funeral da sua mãe e é um momento especial de despedida) e Manatsu No Tooriame.

## Biografia

### Juventude
Hikaru Utada nasceu na Cidade de Nova York de pais japoneses com raízes na indústria da música. Seu pai, Teruzane Utada, foi um produtor de gravação enquanto que sua mãe, Junko Abe, foi uma famosa cantora de enka, fazendo performances sob o nome de palco de "Keiko Fuji". A mãe de Junko Abe, e avó de Hikaru, foi uma tocadora de shamisen cega (ごぜ, ou goze). Utada fez sua primeira gravação profissional com doze anos de idade. Ela fez as gravações com sua mãe, lançando canções sob uma banda chamada "U3" (também conhecida com Utada 3) até 1996 quando ela começou seu primeiro projeto, "I'll be Stronger". A canção "Cookin' With Moses Vocal" deste projeto foi chamada de "Cookin' With Gas Vocal" no lançamento promocional. "I’ll Be Stronger" foi a primeira canção escrita por Utada.
Foi lançada sob o nome de artista "Cubic U", uma referência matemática por ser a terceira 'força' Utada, o qual foi seu pseudônimo antes de tornar-se uma super-estrela no Japão. A canção falhou em ser lançada nos Estados Unidos, e em 1997, ela começou seu próximo projeto, mesmo hesitando no início. Cubic U lançou seu single de estreia "Close to You, " que foi um cover da canção de The Carpenters. Ela então, lançou seu álbum de estreia Precious, mas falhou ao ser lançado nos Estados Unidos devido a problemas de restruturação em sua então gravadora Capitol Records.

### Começo da carreira
Em uma entrevista a MTV (no programa You Hear It First de outubro de 2004), Utada explicou: "Alguém no Japão escutou —em uma gravadora japonesa— e ele disse, 'Ah, você não sabe escrever em japonês? Você fala japonês… E eu disse tudo bem, por que não? Eu vou tentar. Então eu tentei e o álbum japonês realmente estourou no Japão". Utada lançou Precious no Japão em 28 de janeiro de 1998 e então, mais tarde, o relançou em 13 de março de 1999 para um sucesso ainda maior. Vendendo 702,060 cópias até hoje no Japão, tornando-o um sucesso significante naquele mercado para um álbum totalmente em inglês.

### Sucesso implacável: 1998—2003
Utada mudou-se para Tóquio no final de 1998, e cursou a Seisen International School, e mais tarde a American School in Japan, enquanto continuava a gravação em um novo contrato com Toshiba-EMI. Seu movimento vindo originalmente da rádio japonesa FM Concentrou-se como uma cantora e compositora enquanto que outras cantoras japonesas como Ami Suzuki e Ayumi Hamasaki tornaram-se famosas como ídolos.  Levado pelo lançamento de seu primeiro álbum First Love, Utada lançou dois singles bem-sucedidos em milhões de vendas: "Automatic / Time Will Tell" e "Movin' on without you". "Automatic / Time Will Tell" venderam mais de dois milhões de cópias.  O sucesso dos singles de Utada eventualmente levou o álbum First Love a vender mais de 7 milhões de unidades somente no Japão (com 3 milhões adicionais nos outros países, levando-o a uma contagem de ao menos 10 milhões de unidades), tornando-se o álbum mais bem vendido na História Japonesa. Devido à demanda popular, Utada mais tarde lançou a canção "First Love" como um single. Perto do final do ano, Utada foi capaz de classificar-se na 5ª posição de "Tokio Hot 100 Airplay's" como Top 100 Artistas do Século XX em uma estação de rádio japonesa através da estação e seus ouvintes.
Passaram-se dois anos após o lançamento de First Love, que Utada lançou seu álbum Distance no segundo ano da faculdade. Todos os singles lançados para promover o álbum foram capazes de alcançar sucesso com "Addicted To You, o primeiro single do álbum, quebrando a marca de um milhão de cópias em sua primeira semana e atingindo 1º lugar na parada de sucessos Oricon Singles por duas semanas consecutivas (o primeiro de uma pessoa) e eventualmente juntando vendas de 1,784,000 cópias, mantendo-o o single de Utada mais bem sucedido de todos os tempo. O segundo single do álbum, "Wait & See ~Risk~", foi capaz de espelhar-se no sucesso de "Addicted To You", vendendo também mais de um milhão de unidades. "Wait & See ~Risk~" seria mais tarde classificado na 6ª posição da lista dos 10 Singles Mais Bem Vendidos da Oricon de 1 de janeiro dep 1999 à 24 de abril de 2006. Seus dois últimos singles "For You / Time Limit" e "Can You Keep a Secret?" conseguiram atingir a 1ª posição, trazendo o número de hits #1 para cinco com "Can You Keep a Secret?" travando vendas de mais oito milhões de unidades, tornando-se 10º na Lista dos Dez Singles Mais Vendidos da Oricon de de 1 de janeiro de 1999 em 24 de abril de 2006.
Foram-se dois anos desde o lançamento de First Love, o álbum Distance foi altamente antecipado por seus fãs, tendo a maior primeira semana de vendas de qualquer álbum na história da música japonesa, com mais de 3 milhões de unidades vendidas. No final de 2001, o álbum tornou-se o mais vendido dentre os artistas de música japonesa mundialmente ou na indústria local, com 4.469 milhões de cópias vendidas somente no Japão. Após Distance, Utada lançou um single dedicado às mulheres vítimas do Massacre de Osaka em Ikeda, Osaka, intitulada "Final Distance".
Direcionando-se para seu terceiro álbum, Utada lançou "Traveling", "Hikari", e "Sakura Drops / Letters". Com a exceção de "Final Distance" (2ª posição), todas conseguiram alcançar a 1ª posição. Antes do lançamento do terceiro álbum de Utada, Deep River, a artista eventualmente passou por cirurgia após receber o diagnóstico de tumor de ovário, fazendo com que Utada deixasse as atividades promocionais de lado.
Após a recuperação e finalmente lançando Deep River, Utada eventualmente voltou às promoções. Enquanto não havia presenças em televisão, ela promovia seu álbum em entrevistas de revistas e de rádios. A contagem da Oricon do álbum foi outra excelente primeira semana de vendas para Utada, com 2,35 milhões de vendas na semana posterior ao seu lançamento. A Oricon relatou que as vendas eventualmente ultrapassaram 3,60 milhões, tornando-a a única cantora japonesa ou grupo japonês na história da música japonesa a possuir três álbuns consecutivos ultrapassando a marca de vendas de 3x Milhão (12x Platina), pelos padrões da RIAJ. Foi também sua terceira vez consecutiva a manter a 1ª posição na parada de sucessos Álbuns Anuais da Oricon e tornando-se o oitavo álbum mais bem vendido de todos os tempos no Japão.
Em 2003, os compromissos promocionais e pessoais de Utada tornaram-se mais ativos devido ao seu casamento e um contrato imponente com Island Records na América para lançamento de um álbum totalmente em inglês adequado. Novos singles em japonês tornaram-se então poucos e espaçados, mas Utada lançou "Colors" em 29 de janeiro de 2003, o qual foi seu único single lançado no ano de 2003. Esta canção distinta, pois possuía tons ethereal e experimental pesados pela primeira vez na discografia de Utada, algumas vezes isto se mostra de forma proveitosa em todos os singles de Ultra Blue e Heart Station. O single tornou-se o menos classificado dentro de uma trajetória de 45 semanas na parada de sucessos Singles da Oricon, vendendo 881,000 cópias e ficando em 3º lugar na parada de sucessos de Álbuns Anuais.

### Incursões no Mercado Internacionais: 2004—2005
Sua primeira coletânea musical de singles Utada Hikaru Single Collection Vol.1 foi lançada em 31 de março de 2004. Este tornou-se o álbum mais vendido de 2004 no Japão, fazendo de Utada a única artista solo a alcançar o primeiro lugar quatro vezes em uma parada de sucessos anual. O álbum foi também a primeira coletânea musical a alcançar o primeiro lugar em seis anos na parada de sucessos anual. O álbum obteve grande sucesso de vendas, apesar de não conter nenhum material inédito. O álbum chegou a vender mais de 2.575 milhões de unidades no Japão, tornando-o o 34° álbum mais bem vendido no país. Um mês depois, em 24 de abril, ela lançou seu único single japonês em 2004, "Dareka no Negai ga Kanau Koro", o qual permaneceu no topo da parada de sucessos de singles por duas semanas consecutivas e vendeu 365,000 unidades ao final do ano, também sendo a canção tema principal de Casshern, o filme de estreia do seu ex-marido Kazuaki Kiriya.
Após isso, Utada começou a trabalhar no seu álbum de estreia internacional com a gravadora norte-americana Island Records. Em 5 de outubro de 2004, apenas como Utada, é lançado o CD Exodus, totalmente em inglês (sua língua-mãe) e nos estilos dance e R&B. O álbum contou com a colaboração do famoso produtor de hip hop Timbaland. Mas, devido à baixa divulgação, Exodus não conseguiu atingir o grande público americano. Apesar disto, a canção "Devil Inside", segundo single do álbum, foi um hit nas paradas dance e conseguiu chegar ao primeiro lugar no Billboard Hot Dance/Club Airplay. Este single foi lançado em 14 de setembro de 2004. Já no Brasil, onde Exodus foi lançado pela gravadora Universal Music Brasil, teve sua primeira tiragem esgotada em 2 semanas, vendendo mais de 10.000 cópias. Em outubro de 2005, o álbum foi lançado no Reino Unido, sob o selo Mercury Records, tendo "You Make Me Want To Be A Man" como o single de divulgação.

### Retorno ao Japão: 2005—2008
Em 2006, resolve voltar ao Japão para fazer uma nova turnê, chamada Utada United 2006, que durou de julho a setembro de 2006, que conteve músicas de todos seus álbuns, inclusive o seu mais recente lançado dias antes do início da turnê, Ultra Blue, que também foi lançado no ocidente com o Singles Collection. E pela EMI está programado para ainda este ano o lançamento de um novo single, Boku wa Kuma (Eu sou um urso), que foi lançado no dia 22 de novembro, cuja música foi tema de abertura do programa infantil da NHK Minna no Uta. Este single surpreendeu em vendas, mais de 100.000 cópias vendidas. Também foi lançado em DVD da tour Utada United 2006 no dia 20 de dezembro de 2006, para a alegria dos fãs que não puderam assistir aos shows da tour no Japão.
No dia 28 de fevereiro de 2007, foi lançado o mais recente single de Hikaru, chamado Flavor of Life, cuja versão balada é tema da segunda fase do drama Hana Yori Dango, e devido à alta audiência do drama o single está tendo uma enorme repercussão no Japão, conseguindo chegar ao número 1 na Oricon durante 3 semanas, sendo seu single mais bem vendido desde COLORS. Flavor of Life vendeu mais de 7.700.000 downloads digitais, quebrando o recorde de música mais baixada mundialmente. No dia 3 de fevereiro, Utada se separou de Kazuaki Kiriya, com quem foi casada durante 4 anos e meio, alegando que não haver comunicação entre ambos. A separação foi pacífica e Kazuya pediu aos fãs que continuassem apoiando Utada.
Com o sucesso de Flavor of Life, Utada está partindo para novos projetos na carreira musical, como o lançamento do single double A-side Beautiful World/Kiss & Cry, que foi lançado dia 29 de agosto no Japão. Beautiful World é uma música uptempo que será tema do novo filme animado de Evangelion e Kiss & Cry é tema do comercial Freedom da Nissin Cup Noodles. O single também inclui uma nova versão de Fly Me To The Moon. Apesar de toda divulgação, ficou em #2 no ranking semanal da Oricon, entretanto ficou em #1 no iTunes. Em 25 de setembro de 2007, Utada declarou no seu blogue que está em Nova Iorque conversando com produtores e executivos da Island Records sobre o segundo álbum em inglês.
No dia 20 de fevereiro de 2008, foi lançado um novo single, Heart Station/Stay Gold, que pegou o #3 na Oricon mas conseguiu pegar o #1 no ranking da renomada Billboard japonesa. Um novo álbum japonês, intitulado Heart Station, foi lançado dia 19 de março de 2008, trazendo todos os singles lançados após Ultra Blue, além de faixas inéditas, onde Utada demonstra composições mais sinceras e um álbum com grande variedade de estilos. Foi lançado como último single do álbum a canção Prisoner of Love, que foi usada como tema do dorama Last Friends.

### De volta à América do Norte: 2009 - 2010
Atualmente, Utada encontra-se divulgando seu novo álbum em inglês nos Estados Unidos, chamado This Is the One, que foi lançado em 24 de março de 2009, em formato digital, e 12 de maio, em CD pela Island Records nos Estados Unidos, e 14 de março no Japão em ambos os formatos. O primeiro single do álbum, Come Back To Me, foi lançado nas rádios americanas em 10 de fevereiro de 2009, também estando disponível como single digital no mesmo dia, na loja virtual do iTunes. Utada também forneceu a música tema para o novo filme Evangelion: 2.0 You Can (Not) Advance, um remix da música Beautiful World chamado Beautiful World -PLANiTb Acoustica Mix-, lançado como single digital em 27 de junho de 2009, mesma data de lançamento do filme no Japão.
Em dezembro de 2009, Utada lançou o segundo single do álbum This Is the One nos Estados Unidos, Dirty Desire - The Remixes. Em 2010, Utada realizou sua primeira tour internacional em suporte ao álbum This Is the One, chamada Utada: In The Flesh 2010, que teve início no dia 15 de janeiro no Havaí, e passou por mais datas nos EUA e duas datas na Inglaterra, finalizando no dia 12 de fevereiro. De acordo com o pai e empresário de Hikaru, Teruzane Utada, o show deverá ser lançado internacionalmente para download no iTunes.

### Single Collection Vol. 2 e hiato: 2010 - 2015
Em agosto de 2010, Utada declarou que fará uma pausa em sua carreira a partir de 2011 por tempo indeterminado, e que antes disso lançaria uma segunda coletânea com seus maiores sucessos em japonês, incluindo mais 5 músicas inéditas, chamado Utada Hikaru SINGLE COLLECTION VOL. 2. Em 9 de outubro, Utada lançou o primeiro single do álbum, Hymne a L'Amour ~Ai No Anthem~, um cover da canção de Edith Piaf, que mistura as letras originais em francês de Piaf com letras escritas em japonês por Utada. No dia 3 de novembro, foi lançado o segundo single do álbum, Goodbye Happiness, canção que conseguiu alcançar o primeiro lugar no ranking da Billboard Hot 100 Japan. No dia 8 de novembro, Utada e a gravadora EMI anunciaram oficialmente que deixou a Island Records para assinar um contrato global com a gravadora EMI Music, que antes só cuidava dos lançamentos de Utada no Japão. A partir de agora, todos os lançamentos internacionais serão lançados sobre o nome completo de Utada, Hikaru Utada.
No dia 24 de novembro, foi lançado o álbum Utada Hikaru Single Collection Vol. 2, álbum duplo que no primeiro disco se encontram todos os singles japoneses de Utada lançados entre 2004 e 2009, enquanto o segundo disco é um miniálbum com cinco músicas novas. O álbum foi o sétimo ábum japonês consecutivo de Utada a alcançar o número um no ranking de vendas Oricon, e o oitavo no total. No mesmo dia, foi lançado o álbum Utada the Best, uma coletânea lançada pela Universal Music Japan contendo músicas dos álbuns em inglês Exodus e This Is the One, além de remixes. O álbum foi lançado sem a autorização de Utada, marcando o fim da relação entre a cantora e a gravadora. Nos dias 8 e 9 de dezembro, foram realizados os shows de despedida de Utada chamado WILD LIFE. O show do dia 8 foi exibido em tempo real em 30 cinemas do Japão, e gratuitamente no site Ustream, tendo sido assim possível para os fãs fora do Japão assistirem ao show ao vivo.
A estação de tv japonesa NHK estreou um documentário sobre Utada em 15 de Janeiro  de 2011, intitulado Utada Hikaru ~今のわたし~ (Utada Hikaru: Ima no Watashi, Utada Hikaru: O que eu sou), um documentário com as performances de estúdio por Utada (Show Me Love (Not a Dream) e Goodbye Happiness), bem como alguns clipes das performances  em Wild Life'. 'Ele também inclui uma entrevista pós-Wild Life com o anfitrião do J-Wave, Chris Peppler, sobre a decisão dela de entrar em hiato bem como o que ela planeja fazer, em que ela disse que queria fazer trabalho voluntário no exterior e também viajar. Utada também afirmou que ela continuaria a escrever música durante o seu hiato. Mais tarde foi revelado que o documentário seria exibido internacionalmente, especificamente nos EUA em 12 de fevereiro de 2011 e na Europa em 2 de fevereiro de 2011, no canal NHK (TV Japan na America, e JSTV na Europa).
O lançamento do DVD e Blu-ray de Wild Life foi confirmado e inicialmente previsto para 6 de  abril de 2011. No entanto, em 24 de março de 2011, Utada twitou que tanto o lançamento do  DVD como o do Blu-ray de Wild Life foram adiados, devido ao terremoto resultando em tsunami no Japão que danificou as fábricas de discos. O DVD foi lançado em 20 de abril de 2011, o Blu-ray em seguida menos de um mês depois em 8 de maio.
Em 7 de dezembro de 2011, Recochoku atualizou seu gráfico anual de downloads e prêmios com  Utada Hikaru Single Collection Vol. 1 sendo o segundo álbum mais baixado de 2011. Em 10 de dezembro de 2011, Utada agradeceu aos seus fãs via twitter pelo décimo terceiro aniversário de sua estréia japonesa. Ela postou em japonês: "Ontem foi o 13º aniversário do meu debut! Apesar de eu estar em hiato já há um ano, eu recebi um monte de parabéns, muito obrigada “(`(エ)´)ﾉ彡☆ !!"
Em outubro de 2012 Utada foi hospitalizada por nove dia pois estava fazendo parte a peregrinação Kumano Kodo em 26 de setembro, quando seu pé esquerdo ficou ferido. Em vez de parar, porém, ela continuou a caminhada por 3 dias com a lesão, a fim de terminar a peregrinação. O músculo do tornozelo lesionado foi rasgado e os ligamentos do pé foram danificados.
Apesar do seu hiato, em 16 de novembro de 2012, a conta de Utada no YouTube enviou um vídeo intitulado "桜流し" ("Sakura Nagashi", significa algo como "Correnteza de Flores de Cerejeira "). A canção é o mais novo single de Utada. O single foi co-escrito com Paul Carter e dirigido por Naomi Kawase, vencedora do Cannes International Film Festival Grand Prix, e foi lançado digitalmente em 17 de novembro de 2012. Um DVD single foi lançado em 26 dezembro de 2012. "Sakura Nagashi" é a música-tema do novo filme de Evangelion, Evangelion: 3.0 You Can (Not) Redo.
Em 21 de março de 2013, Utada anunciou seu retorno como DJ de rádio, com o show "KUMA POWER HOUR", que irá ao ar via INTER FM. O primeiro episódio iá ao ar em 16 de abril, começando às 10:00 pm. Em dezembro de 2013, a Universal Music lançou o vídeo da tour Utada: In The Flesh 2010 no iTunes e anunciou um relançamento do primeiro álbum japonês, First Love, incluindo uma edição especial que contém o álbum original remasterizado, instrumentais das faixas, demos e um DVD como o primeiro show de Hikaru no Japão, LUV LIVE. Em dezembro de 2014, Universal Music Japan lançou um álbum em tributo a carreira de Utada, chamado Utada Hikaru no Uta. O álbum contém as canções de Utada cantadas por intérpretes famosos como AI, Ayumi Hamasaki, Peabo Bryson, Ringo Shiina, e mais.

### 2015–2016: Gravidez e Fantôme
Em 3 de julho de 2015,via seu blog pessoal, Utada revelou ter dado a luz ao seu filho, sem dar maiores detalhes. Com esse anúncio, ela anunciou estar gravando um álbum desde o período de gravidez. Em janeiro de 2016, foi revelado que uma nova canção de Utada será usada como tema do drama da NHK ''Toto Nee-Chan'', que vai ao ar em 4 de abril de 2016. A canção se chama  "Hanataba wo Kimi ni"("Um Buquê para Você"). Outra música, chamada "Manatsu no Tooriame", foi anunciada para ser tema do telejornal NEWS ZERO, começando no mesmo dia que o drama.  Ambas as músicas estão sendo lançadas como single digital no dia 15 de abril, assim como seus respectivos videoclipes. 
O 6º álbum japonês de Hikaru, chamado de Fantôme (fantasma, em francês),em sua data de lançamento marcada para o dia 28 de setembro, e incluirá os 3 últimos singles lançados pela cantora.O álbum repetiu o sucesso de seus álbuns anteriores, alcançando o topo das paradas no Japão e o topo no iTunes de mais 7 países. O álbum alcançou a posição número 3 no iTunes americano.

### 2017–2019: Mudança de gravadora para a Sony Music, Hatsukoi e Face My Fears
Em 9 de fevereiro de 2017, Utada anunciou sua mudança para a gravadora Sony Music Entertainment, no sub-selo Epic Records.  Em 10 de julho de 2017, foi lançado o primeiro single da cantora na gravadora, "Oozora de Dakishimete", feito para o comercial de água mineral Suntory. Em 28 de julho, foi lançado o segundo single, "Forevermore", tema do dorama Gomen, Aishiteru. Em 8 de dezembro, será lançado o single "Anata", tema do filme DESTINY Kamakura Monogatari.
Em 2018, foram lançados os singles "Play A Love Song" em 25 de abril de 2018, para mais um comercial da água mineral Suntory, e "Hatsukoi" em 30 de maio, para o dorama Hana Hochi Nare, sequencia de Hana Yori Dango 2. O sétimo álbum japonês de Utada, chamado Hatsukoi, foi lançado no Japão em 27 de junho de 2018 pela Sony Music Japan e pela subgravadora Epic Records. o mesmo ano, Utada foi a vencedora do prêmio "Best Album of the Year" da MTV Japan com o álbum Hatsukoi.
"Hikaru Utada Laughter in the Darker Tour 2018" foi a primeira turnê nacional dentro do Japão desde 2006, com 12 datas oficiais e uma extra adicionada posteriormente. Uma tour em suporte ao álbum, acontecerá no Japão entre novembro e dezembro do mesmo ano, para celebrar o 20º aniversário de carreira da cantora.
Em 2018, foi confirmado uma nova música da Utada com participação de Skrillex & Poo Bear, que se chama Face My Fears que é a música de abertura do jogo Kingdom Hearts 3. O single tem data de lançamento para o dia 18 de Janeiro de 2019, em versões em inglês e japonês, juntamente com as canções Chikai (que foi originalmente incluída no álbum Hatsukoi) e a versão em inglês, "Don't Think Twice" , tema  de encerramento do jogo. Este foi também o primeiro single físico que Utada lançou em 11 anos, e o primeiro lançamento com canções originais em inglês desde o álbum This Is the One em 2009.. A canção Face My Fears foi um sucesso mundial, se tornando a primeira música de Utada a entrar na Billboard Hot 100, em número 98, e em #9 nos charts de Dance/Música Eletrônica. 

Em 26 de junho de 2019, o filme da turnê Laughter in the Dark de Utada foi lançado mundialmente na Netflix, com legendas em inglês traduzidas pessoalmente pela cantora. 
Em 1º de novembro de 2019, foi lançada uma colaboração de Utada com a cantora e compositora Sheena Ringo, chamada Roman to Soroban LDN ver. Foi apresentado no álbum de grandes sucessos de Sheena, Apple of Universal Gravity. Uma versão alternativa da música, chamada Roman to Soroban TYO ver.', foi disponibilizada em streaming em 25 de novembro. Em 27 de novembro de 2019, Utada lançou o primeiro single em mais de um ano, um cover da canção "Shonen Jidai" de Inoue Yosue. Aparece como faixa número 5 no álbum Inoue Yosue Tribute.

### 2020 - 2022: Bad Mode
Em 8 de maio de 2020, Utada lançou "Time", a música tema do drama da NTV, Bishoku Tantei Akechi Goro.  O single "Darenimo Iwanai" foi lançado em 29 de maio como música para uma campanha de água mineral Suntory, com Utada estrelando o comercial.
No segundo episódio da série ao vivo do Instagram Jitaku Kakuri-chu no Hikaru Paisen ni Kike!, Utada confirmou que o trabalho estava em andamento em novas canções japonesas e inglesas para o próximo álbum, incluindo versões em inglês das canções japonesas.
Em 3 de dezembro de 2020, foi anunciado que Takeru Sato e Hikari Mitsushima estrelariam um programa da Netflix baseado nas canções "First Love" e "Hatsukoi" de Utada. O programa de streaming, intitulado First Love Hatsukoi, foi lançado em novembro de 2022 na Netflix. 
Em 25 de dezembro de 2020, o site oficial de Utada anunciou um novo single intitulado "One Last Kiss" como música tema do filme Evangelion: 3.0+1.0 Thrice Upon a Time. A música foi posteriormente adiada 'até novo aviso' devido à pandemia de COVID-19, junto com o filme. O single foi lançado em 8 de março de 2021, com o lançamento do filme.
Utada cantou o tema "Pink Blood" para o anime To Your Eternity, lançado em abril de 2022.  Ela lançou o single "Kimini Muchuu" para a série drama Saiai, da TBS, em novembro.
Bad Mode, o décimo primeiro álbum de estúdio de Utada, foi lançado em 19 de janeiro de 2022. Seu primeiro álbum bilíngue, Bad Mode inclui colaborações com uma variedade de produtores, incluindo Skrillex e Poo Bear, AG Cook e Sam Shepherd. O álbum alcançou o primeiro lugar nas paradas japonesas da Oricon e da Billboard. Nos EUA, o álbum foi lançado e divulgado pela subsidiária da Sony Music, Milan Records.
Em 16 de abril de 2022, Utada se apresentou no palco principal do Coachella Valley Music and Arts Festival, sua primeira vez em um festival de música nos Estados Unidos, sob o bloco da gravadora americana especializada em artistas ásio-americanos, 88rising. Ela cantou um pequeno setlist de canções antigas, incluindo "Simple and Clean", "Automatic", "First Love" e uma nova canção, chamada T. Uma versão de estúdio de T, apresentando o rapper Warren Hue, foi lançada no mesmo dia após o concerto finalizado, como parte do EP Head in the Clouds Forever.
Em 9 de junho de 2022, o show "Hikaru Utada Live Sessions from Air Studios" foi lançado para streaming na Netflix.

### 2023 - presente: Science Fiction e comemoração de 25 anos de carreira
Hikaru Utada realizou um novo evento ao vivo em 19 de janeiro de 2022 chamado 40 iro-iro, em comemoração ao seu aniversário de 40 anos. Ela teve uma sessão de perguntas e respostas com os fãs, conversou com os atores Takeru Satoh e Yuriko Yoshitaka, que estrelou o drama da Netflix de 2022 First Love Hatsukoi. Além disso, Utada apresentou 3 músicas no final do evento: First Love, Rule (Kimi ni Muchuu) e uma versão cover de Bad Bunny, a canção Me Porto Bonito. O áudio das 2 primeiras músicas foi lançado digitalmente em 17 de fevereiro de 2023.
Um novo single, chamado “Gold -Mata Au Hi Made-” (Gold – Até o dia em que nos veremos novamente), foi anunciado como música tema do filme KINGDOM: The Flame of Destiny, a ser lançado em 28 de julho. A música foi co-produzida por A G Cook.
Em 9 de dezembro, Utada anunciou o lançamento de um álbum de compilação de grandes sucessos, Science Fiction, para comemorar seu 25º aniversário desde sua estreia em 1998. Uma turnê de mesmo nome foi anunciado para ser realizado no Japão em julho de 2024, assim como datas em Taiwan e Hong Kong. Uma nova versão regravada da música Simple and Clean foi lançada em 22 de maio de 2024. Ela também foi produzida por A. G. Cook. Em 22 de agosto de 2024, Utada foi destaque em uma nova versão da música Stay With Me com o cantor e compositor britânico Sam Smith foi lançada para celebrar o 10º aniversário do álbum de Smith In The Lonely Hour.
Para para comemorar o 25º aniversário de sua estreia, será realizada a exibição "'HIKARU UTADA LIVE CHRONICLES in cinema'", exibindo todas as 9 apresentações ao vivo de Hikaru Utada, desde sua primeira apresentação ao vivo "Luv Live", realizada em 2 de abril de 1999 no Zepp TOKYO, até sua última apresentação ao vivo "SCIENCE FICTION TOUR 2024". O filme será exibido de 20 de novembro de 2024 a 29 de janeiro de 2025, em cinemas selecionados em todo o Japão. Além disso, as três primeiras apresentações ao vivo, "Luv Live", "BOHEMIAN SUMMER 2000" e "UNPLUGGED", serão entregues no vídeo mais recente convertido para full HD. Todos os 9 shows serão relançados em Blu-ray em 8 de janeiro de 2025.

## O nome Utada Hikaru
As variações de nome de Utada foram uma fonte de alguma confusão secundária no passado. O nome legal dela a nascimento é Hikaru Utada. Para o álbum de estreia original dela nos EUA, ela usou o nome Cubic U. Porém, ela ganhou muito pouca fama nesta fase de sua carreira. Para as gravações japonesas dela, ela usou o nome Utada Hikaru, com o determinado nome dela em katakana. Ao contrário a maioria dos artistas japoneses, ela foi conhecida bem no mundo de língua inglesa sobe esta ordenação de nome "sobrenome-primeiro nome", desde que o nome dela só foi romanizado naquela ordem para o mercado doméstico japonês. No Japão, era conhecida pelo apelido dela com o qual cresceu nos EUA, que era "Hikki".
Porém, devido à imensa popularidade dela no Japão, ela foi conhecida melhor debaixo deste apelido no Japão que nos Estados Unidos. Depois dos sucessos dela no Japão, ela reentrou o EUA simplesmente comercializada como Utada (às vezes Iwashita). Em alguns ocasiões raras, ela foi creditada por completo no EUA em alguns álbuns domésticos como "Hikaru Utada" ou "Utada Hikaru". O nome legal dela no Japão era Hikaru Iwashita devido ao matrimônio dela para Kiriya Kazuaki (de quem real nome é Kazuhiro Iwashita). Porém, ela não usa este nome para a maioria dos propósitos públicos. O nome legal dela nos Estados Unidos não esteve claro, especialmente como o anúncio do divórcio dela no dia 2 de março 2007. Em maio de 2014, Hikaru se casou com o garçom italiano Francesco Calliano, na Itália, e, em julho de 2015, tiveram seu primeiro filho.  Em abril de 2018, foi revelado que Utada Hikaru e Francesco se divorciaram, confirmou a gravadora da cantora após a manchete do Nikkan Sports. "O divórcio é fato", disse a Sony Music Entertainment Japan em resposta à notícia do canal japonês MaiChannel. Os detalhes do divórcio são desconhecidos, po´rem de acordo o Nikkan Sports, há rumores se espalhando na cidade natal de Francesco afirmando que eles "tinham terminado há alguns meses". Depois de quatro anos juntos, houve artigos alegando que ele estava desempregado e vivendo do seu dinheiro; esses boatos começaram quando Utada decicdiu retornar com sua carreira de cantora, a Utada estaria ganhando mais que ele, e ele estava se sentindo incomodado com isso, desde então o casamento dos dois vinha definhando com o suposto mchismo de Francesco. Hikaru se divorciou de Francesco. Nenhuma outra informação acerca do divórcio foi dada pela equipe da cantora.

## Discografia

### Álbuns de estúdio
- 1998: Precious (Cubic U)
- 1999: First Love
- 2001: Distance
- 2002:  DEEP RIVER
- 2004: Exodus (Utada)
- 2006: ULTRA BLUE
- 2008: HEART STATION
- 2009: This Is The One (Utada)
- 2016: Fantôme
- 2018: Hatsukoi
- 2022: Bad Mode

### Álbuns ao vivo
- 2022: HIKARU UTADA LIVE SESSIONS FROM AIR STUDIOS

### Mini álbuns de estúdio
- 2021: One Last Kiss

### Mini álbuns ao vivo
- 2023: 40 Dai-Wa-Iroiro -Live from Metropolis Studios

### Álbuns de coletâneas
- 2004: Utada Hikaru Single Collection Vol.1
- 2010: Utada Hikaru Single Collection Vol.2
- 2010: Utada the Best (Utada)

### Álbuns como U3
- 1993: Star
- 2003: Are Kara 10 Nen Kinen Ban

## Prêmios
| Ano  | Prêmios |
| ---- | --- |
| 1999 | - -Yusen Awards- Top Award "Special Prize" - -Yusen Awards- Top Award "Best New Artist" - -Record Awards- Best Álbum (First Love) - -Record Awards- Best Song (Automatic) |
| 2000 | - -Golden Disc- Artista do Ano - -Golden Disc- Música do Ano (Automatic, Movin' on without you, Addicted To You) - -Golden Disc- Pop Álbum do Ano (First Love) - -Golden Disc- Melhor Clipe do Ano (SINGLE CLIP COLLECTION VOL.1) - -World Music Awards- Artista Japonesa que mais vendeu - -JASRAC- Gold Award (Automatic) - -JASRAC- Silver Award (time will tell) |
| 2001 | - -Golden Disc- Música do Ano (Wait & See ~Risk~, For You / Time Limit) - -MTV JAPAN Viewer´s Choice Vídeo (Can You Keep A Secret?) |
| 2002 | - SSTV Melhor Direção de Arte (Traveling) - SSTV Melhor Vídeo Feminino (Traveling) - SSTV Melhor Vídeo do Ano (Traveling) - -Golden Disc- Canção do Ano (Can You Keep A Secret?) - -Golden Disc- Canção do Ano (Traveling) - -Golden Disc- Pop Álbum do Ano (Distance) - JASRAC Silver Award (Can You Keep A Secret?) |
| 2003 | - -World Music Awards- Artista Japonesa que mais vendeu - J-WAVE Melhor Artista Feminina - SSTV Melhor Vídeo Feminino (SAKURA Drops) - MTV JAPAN Melhor Clipe Feminino (SAKURA Drops) - -Golden Disc- Artista do Ano - -Golden Disc- Música do Ano (Hikari) - -Golden Disc- Música do Ano (SAKURA Drops) - -Golden Disc- Música do Ano (COLORS) - -Golden Disc- Rock & Pop Álbum do Ano (Deep River) - -Golden Disc- Vídeo Musical do Ano (Traveling) - JASRAC Silver Award (Traveling) - JASRAC Silver Award -Produção Perdida- (Hikari) |
| 2004 | - AMD Award por Melhor Compositora (UH LIVE STREAMING 20 Dai wa Ikeike!) |
| 2005 | - -Golden Disc- Música do Ano (Dareka no negai ga Kanau Koro) - -Golden Disc- Rock & Pop Álbum do Ano (Utada Hikaru SINGLE COLLECTION VOL. 1) - -Golden Disc- Vídeo de Música do Ano (Utada Hikaru in Budokan 2004 'Hikaru no 5') |
| 2006 | - 10º lugar HMV Melhor Cantora Japonesa de todos os tempos - -Golden Disc- Música do Ano (Be My Last) - Primeiro Lugar - 5 álbuns com mais força para estrear com vendar acima de 500 mil cópias - 3º lugar - Vendas Totais de Álbuns de Artista Feminina - Oricon 40º Especial de Aniversário "WE LOVE MUSIC AWARDS" de 4 de janeiro de 1968 ~ 24 de abril de 2006 - 1º lugar - (First Love) - 4º lugar - (Distance) - 8º lugar - (DEEP RIVER) - 4º lugar - Oricon Favorite Artist of 2006 dos rankings de 20.000 fãs                    |